# روبرت أمان
روبرت أمان (بالإنجليزية: Robert Ammann)‏ هو رياضياتي أمريكي، ولد في 1 أكتوبر 1946، وتوفي في 1994.